# Shabd Yoga
El Surat Shabda Yoga (también conocido como Surat Shabd Yoga o Shabd Yoga) es una práctica espiritual seguida por los miembros del camino espiritual Sant Mat o Radhasoami Santsang. Surat significa "atención" , mientras tanto Shabd significa "palabra" y Yoga es "unión". Por lo tanto, significa "unión a través de la atención en la palabra o sonido". 

## Práctica de Surat Shabda Yoga
Para practicar Shabd Yoga es necesario ser iniciado por un maestro viviente o Gurú. El Gurú da un mantra para su repetición (Simram), la meditación mediante el uso del Simram y convertirse a una dieta vegetariana.
- Datos: Q1712272
- Multimedia: Surat Shabd Yoga / Q1712272